# Dolomedes gracilipes
Dolomedes gracilipes là một loài nhện trong họ Pisauridae.
Loài này thuộc chi Dolomedes. Dolomedes gracilipes được Roger de Lessert miêu tả năm 1928.